# Strephonota foyi
Strephonota foyi is een vlinder uit de familie van de Lycaenidae. De wetenschappelijke naam van de soort is voor het eerst geldig gepubliceerd in 1902 door William Schaus. De soort is bekend van de typelocatie Peru.